# معركه وادي مرسيط
معركة وادي مرسيط  هي معركة وقعت في 7 أبريل 1915، ضمن الحملة السنوسية ضد الاحتلال الإيطالي في ليبيا، وتحديدًا في منطقة مزدة بجبل نفوسة. دارت المعركة بين قوات السنوسية بقيادة أحمد السنّي وقوة إيطالية قوامها 1,400 جندي بقيادة العقيد الإيطالي غانيتسي، وأسفرت عن انتصار كبير للقوات السنوسية، مما أدى إلى تقهقر القوات الإيطالية وفقدانها السيطرة على أجزاء واسعة من الداخل الليبي مؤقتًا. وتُعد المعركة من أبرز الانتصارات الليبية خلال تلك المرحلة، إلى جانب معركة قصر بوهادي.

## تفاصيل المعركة
صدرت الأوامر إلى العقيد جانينتزي، قائد الحامية العسكرية في غريان، بالتحرك نحو مزدة لقمع الانتفاضات هناك وملاحقة عناصر الحركة السنوسية. انطلق من غريان يوم 3 أبريل بقوة عددها 1400 رجل، نصفهم من غير النظاميين، لمهاجمة 400 مجاهد سنوسي متمركزين في وادي تاقجة قرب قنطرار وأولاد أبي سعيد. بحلول 6 أبريل، وصل الطليان إلى وادي مرصت وأرسلوا طلائع للاستكشاف، لكنهم لم يعثروا على موقع العدو.
عند الساعة الرابعة مساءً، خيم الطليان في المنطقة. في هذه الأثناء، تحرك أحمد السنّي من موقعه وأرسل كشافة، وفي أثناء نصب المخيمات، سُمع إطلاق نار ثلاث مرات، مما أدى إلى ذعر شديد داخل صفوف الإيطاليين، وفرّ العديد من الجنود غير النظاميين، فتدخل الضباط لإجبارهم على البقاء تحت تهديد السلاح، مما تسبب في اشتباكات داخلية بين صفوفهم استمرت حتى الليل، وخلالها أُصيب العقيد جانينتزي، فتولى الرائد سارتيرانا القيادة.
أمر القائد الجديد بالانسحاب نحو مزدة ليلًا، لكن مع الساعات الأولى من صباح اليوم التالي، باغتهم المجاهدون السنوسيون بهجوم حاسم، مما زاد من فوضى القوات الإيطالية التي تخلت عن جمالها ومؤنها وانقسمت مجموعاتها.

## ما بعد المعركة
أدت المعركة إلى تعزيز السيطرة السنوسية على مناطق الجبل، وأجبرت الإيطاليين على التراجع نحو الساحل. واستمرت سيطرة المجاهدين على المنطقة حتى عام 1924. شكلت المعركة إحدى أكثر الهزائم إيلامًا لإيطاليا بسبب جهلها بالتضاريس والانهيار الداخلي في صفوفها خلال المواجهة.